# Lophiogobius
Lophiogobius is een monotypisch geslacht van straalvinnige vissen uit de familie van de grondels (Gobiidae).

## Soort
- Lophiogobius ocellicauda Günther, 1873